# 历史地理学
历史地理学或历史地理是研究在历史发展中地理环境及其演变规律的学科。基本上歷史地理是把地理学加上時間影響的因素，所以它是地理学的分支学科，又与沿革地理研究有密不可分的关系。

## 历史
中国的历史地理学，从古代的《禹贡》、《山海经》、《穆天子传》等早期著作算起，具有悠久的历史。1923年张其昀在《史地学报》上发表《历史地理学》，从此历史地理学在中国成为专门的现代学科。由于中国文明的延续度和历史文献的完整性等，学者认为中国历史地理研究与其它国家相比有很大的优势。
历史地理学是一门涉及历史与地理的交叉学科

## 研究对象
历史地理学的研究对象与现代地理学的基本一致。它研究的是历史上的地理现象。例如了解黄河的出海口和河道在不同时期的情况。比如历代中国行政区划的变化，城市在历史上的变化，历史上人口的分布、迁移，各地的风俗习惯，方言的分布，宗教的传播等。

## 历史地理学的分支
- 历史自然地理学：研究历史时期自然地理环境的变化及其规律，例如：歷史氣候研究。
- 历史人文地理学：研究历史时期人文地理环境的变化及其规律
- 区域历史地理学
- 中国历史地理学
- 历史地图

## 学者
歷史地理學家，一般普遍認為是地理學家或歷史學家兩者合併後構成的專門研究歷史及史前時代或地理學當中涉及地理學歷史學的學者。
在一定的程度上，歷史地理學家主要涉及地理及歷史二領域之研究，專精於研究比現在時間點更加早期的地理科學，類似化石、貝殼等。
歷史學家認為歷史地理學家為大部分涉及歷史學為優先，因此將其排至歷史學家榜內。
地理學的研究對象與現代地理學的基本一致。它研究的是歷史上的地理現象。例如了解黃河的出海口和河道在不同時期的情況。比如歷代中國行政區劃的變化，城市在歷史上的變化，歷史上人口的分布、遷移，各地的風俗習慣，方言的分布，宗教的傳播等。